# Hildur Haggård
Hildur Ingeborg Haggård, född 12 januari 1885 på Sjöbergs säteri, Björsäters socken, Västergötland, död 29 december 1958 i Västerleds församling, Stockholm, var en svensk bildkonstnär, keramiker och glaskonstnär.

## Familj
Haggård var dotter till godsägaren och riksdagsmannen Lars Johan Andersson och Matilda Jonsdotter från Haggården, Mariestad. Efternamnet Haggård kommer från godset Haggården (Ullervads socken) där familjen bodde från 1905. Hennes bror Karl Andersson var disponent vid Årnäs bruk (glas- och jordbruk). 

## Biografi
Haggård utbildade sig vid Tekniska skolan och Högre konstindustriella skolan i Stockholm till 1911, samt i Paris där hon 1914 var elev till Antoine Bourdelle. Hon gjorde studieresor till England och Frankrike 1913 och 1914, samt till Italien 1920–1921, 1927, 1929, 1947, 1948 och 1952. Genom kontakt med Märta Ankarswärd-Grönvall anställdes hon på 1920-talet vid AB S:t Eriks Lervarufabriker i Uppsala. År 1936 började hon som konstnär vid Ekenäs glasbruk i Vetlanda. Därefter startade hon sin egen verksamhet i Stockholm med ateljé och bostad högst upp i Södra Kungstornet.
Hon ställde bland annat ut i Göteborg 1923 och 1942 på Olsens konstsalong, i Köpenhamn 1926, på Stockholmsutställningen 1930 och 1952 på Galerie Moderne, på världsutställningen i Paris 1937, i Warszawa och Prag 1938 samt upprepade gånger på Sveriges allmänna konstförenings utställningar. På världsutställningen i Paris 1937 ställde hon ut en kamelskulptur i fajans som nu finns på Höganäs museum. Hon har bland annat utformat altarskåpet i Bjurholms kyrka (1935) och predikstolen i Brastads kyrka (1938), samt fontänen "Musslan" för Rederi Transatlantic i Göteborg (1942).
Hennes produktion omfattar bland annat religiös skulptur, gravskulptur, djur- och porträttskulpturer och nyttoföremål. Bland porträttskulpturerna kan nämnas rollporträtt av Brita Hertzberg som Judith (1937). Hildur Haggård signerade normalt "H. Haggård" eller "H.H.". Hon ligger begravd i L.J. Anderssons familjegrav på Leksbergs kyrka i Mariestad.
Sommaren 2016 ställdes en del av Haggårds produktion ut på Vadsbo Museum i Mariestad, då även en släktträff ägde rum. Haggård är representerad vid bland annat Nationalmuseum i Stockholm, där hon 2015-16 var en del av utställningen "Kvinnliga pionjärer".